# Brunettia pumilis
Brunettia pumilis är en tvåvingeart som beskrevs av Quate 1967. Brunettia pumilis ingår i släktet Brunettia och familjen fjärilsmyggor. Inga underarter finns listade i Catalogue of Life.